# Цзен Гуан
Цзен Гуан (спрощ.: 曾光; піньїнь: Zēng Guāng, 22 травня 1946) — китайський епідеміолог, головний науковий співробітник і керівник докторської дисертації в Китайському центрі контролю та профілактики захворювань. Він є членом експертної групи високого рівня Національної комісії з охорони здоров'я.

## Біографія
Цзен Гуан народився в 1946 році в Пекіні. Після закінчення Хебейського медичного коледжу (тепер Хебейський медичний університет) він навчався в аспірантурі Пекінського медичного коледжу, здобуваючи ступінь кандидата медичних наук. З 1985 по 1986 рік Цзен був запрошеним науковцем у Центрах з контролю та профілактики захворювань. У 2003 році він працював консультантом штабу з профілактики та контролю SARS. У червні 2021 року в інтерв'ю таблоїду «Global Times», який належить Комуністичній партії Китаю, Цзен заявив, що розслідування походження COVID-19 має перейти до США.